# ژان فرانسوا فینیدوری
ژان فرانسوا فینیدوری (انگلیسی: Jean-François Finidori؛ زادهٔ ۱۷ فوریهٔ ۱۹۹۹) بازیکن فوتبال اهل فرانسه است.